# Wolf-Dieter Seiwert
Wolf-Dieter Seiwert (* 27. Januar 1945) ist ein Ethnologe aus Leipzig.

## Leben
Wolf-Dieter Seiwert studierte ab 1966 Arabistik und Ökonomie am Orientalischen Institut der Universität Leipzig und schloss 1971 mit einem Diplom in Arabistik ab. 1974/1975 setzte er seine Studien in Leningrad und anschließend an der Lomonossow-Universität Moskau fort, wo er 1977 in Ethnologie mit einer Dissertation über „Nomaden der Westsahara im Prozeß der ethnischen Konsolidierung“ promovierte.
Seiwert betreute viele Jahre als wissenschaftlicher Mitarbeiter die Nordafrika-Sammlung des Museums für Völkerkunde Leipzig, wo er verantwortlicher Kustos mit Schwerpunkt Maghreb und Sahara war. Forschungs- und Studienreisen führten ihn u. a. nach Nordafrika, in die Sahara, nach Mittelasien, in den Kaukasus, den Iran, auf den Balkan sowie auf die Halbinsel Kola. Er konzipierte und kuratierte mehrere ethnographische Ausstellungen, mehrere davon gemeinsam mit seiner Frau Inge Seiwert, und verfasste entsprechende Kataloge sowie weitere zahlreiche wissenschaftliche Veröffentlichungen.

## Werk
Seiwerts Forschungsschwerpunkte sind Transhumanz, ethnisch-kulturellen Beziehungen zwischen Orient und Okzident, die Bewahrung des kulturellen Erbes und der Kampf der kleinen indigenen Völker um die Erhaltung ihrer kulturellen Identität.
Er arbeitet im Vorstand der Stiftung Sammlung Dr. Bir, die die Sammlung von Ümit Bir – eine der weltweit größten Privatsammlungen von orientalischem Schmuck – verwaltet und in Kooperation mit dem Museum für Völkerkunde im Grassimuseum der Öffentlichkeit zugänglich macht. Er war und ist außerdem in verschiedenen Leipziger Initiativen und Vereinen aktiv, die sich für Völkerverständigung und Kulturaustausch einsetzen, z. B. der Gesellschaft für Völkerverständigung e. V., dem Zentrum für Europäische und Orientalische Kultur und dem Kompetenznetzwerks zur Prävention von Islam- und Muslimfeindlichkeit.

## Veröffentlichungen (Auswahl)
- Wolf-Dieter Seiwert: „Ökonomische und soziale Bedingungen für die wirtschaftliche Integration der Hirtennomaden in den arabischen Ländern“, in: Jahrbuch des Museums für Völkerkunde zu Leipzig, Band 29, S. 83–135, 1973
- Seiwert, Wolf-Dieter; „Nomaden der Westsahara im Prozeß der ethnischen Konsolidierung“, In: Ethnographisch-Archäologische Zeitschrift, Bd. 20, S. 487–498, 1979
- Lothar Stein und Wolf-Dieter Seiwert: „Bericht über eine ethnographische Studienreise nach Libyen, 1981“, in: Ethnographisch-Archäologische Zeitschrift, Bd. 23, S. 1982, S. 739–756.
- Wolf-Dieter Seiwert: „Historische und ethnographische Notizen über die Tandġa aš-Šarg (Mauretanien).“ In: Jahrbuch des Museums für Völkerkunde zu Leipzig, Bd. 37, S. 200–220.
- Wolf-Dieter Seiwert (Hrsg.): Maurische Chronik : Die Völker der Westsahara in historischen Berichten und Überlieferungen. Gustav Kiepenheuer Verlag, Leipzig und Weimar 1987, ISBN 978-3-378-00149-7.
- Inge Seiwert und Wolf-Dieter Seiwert 1990. „Orientalische Kulturen zwischen Atlantik und Hindukusch.“ In: Völkerkunde Museen 1990 : Festschrift für Helga Rammow hrsg. von Volker Harms. Lübeck OCLC 34881919.
- Mongi Sghaier und Wolf-Dieter Seiwert: „Winds of Change and the Threat of Desertification“, in GeoJournal, vol. 31 no. 1, 1993, p. 95–99. ISSN 0343-2521
- Wolf-Dieter Seiwert (Hrsg.): Die Saami : Indigenes Volk am Anfang Europas. Deutsch-Russisches Zentrum Leipzig e.V., Leipzig 2000, ISBN 978-3-934846-00-5.
- Wolf-Dieter Seiwert und Inge Seiwert: Das Erbe der Antike : traditioneller Schmuck und Volksglaube zwischen Orient und Okzident aus der Sammlung „Schätze des Orients“. Braunschweigisches Landesmuseum, Braunschweig 2001, ISBN 978-3-927939-55-4.
- Wolf-Dieter Seiwert: Schmuck aus dem Orient. Kostbarkeiten der Sammlung Bir. Arnoldsche Art Publishers, Stuttgart 2009, ISBN 978-3-89790-318-0.
- Mohamed Badati und Wolf-Dieter Seiwert: Stimmen der Wüste. Bei den Nomaden der Westsahara. In: Simurgh, Jahrgang 2009, Heft 6, S. 48–53. ISSN 1861-1389
- Wolf-Dieter Seiwert: „Kamele und Kamelmilch in der zentralen und westlichen Sahara“, in: Kritische Ökologie, Nr. 80, Ausgabe 28[1], Göttingen 2013, S. 21–30, ISSN 0945-196X